# Lynnwood (Washington)
Pour les articles homonymes, voir Lynnwood.
Lynnwood est une ville américaine, située dans le comté de Snohomish dans l'État de Washington, au nord-ouest des États-Unis, près de Seattle. Selon le recensement de 2000, la population est de 33 847 habitants.

## Histoire
Lynnwood a été officiellement incorporée en 1959 à partir d'une communauté non incorporée du nom de Alderwood Manor. La ville s'est ensuite développée grâce aux autoroutes la reliant à Seattle : l'Interstate 5 et l'Interstate 405 et concentre une grande activité commerciale.

## Géographie
Lynnwood se trouve au nord-ouest de l'État de Washington, à l'extrémité nord du Grand Seattle, sur les rives du Puget Sound. Les villes immédiatement alentour sont en partant du nord dans le sens horaire : Everett, Mill Creek, Bothell, Brier, Mountlake Terrace, Edmonds et Mukilteo.

## Personnalité liée à la ville
- Randy Couture (1963-), pratiquant le combat libre, est né à Lynnwood.